# Laserdance
A Laserdance (később Laser Dance vagy LaserDance, kiejtve: lézerdensz) egy szintipop stúdióegyüttes, amely főleg a nyolcvanas években volt népszerű. Az együttest két alaptagja Erik van Vliet holland producer – valamint Michiel van der Kuy komponista, zeneszerző, producer. Stúdió zenekar lévén sok társzenész megfordult berkeiken belül (Ruud van Es, Huib Schippers), döntő részt viszont sokat segítette a lemezek zenei elkészültét Rob van Eijk (későbbi Proxyon).
Erik van Vliet és Fonny de Wulf 1983-ban adták ki első kislemezt „Laserdance” címmel amely nagy sikert ért el Európában. Első nagylemez már Michiel van der Kuy közreműködésével készült és a Hotsound Records kiadónál jelent meg „Future Generation” címmel 1987-ben. Több mint 150 000 példányt adtak el belőle ami egy ideig nagy érdeklődést generált a synthdance zene iránt. További sikereik voltak még a „Power Run” és „Humanoid Invasion” c. számok. Kedvelt volt zenéjük a különböző televízióadók műsorainak aláfestő zenéjeként (Magyarországon pl. az Autó 2 és a Parabola műsoraiban voltak hallhatóak).
1987 és 1995 között nagyjából évente jelent meg új nagylemezük. Sajátos hangzásviláguk miatt későbbi albumaik elég önismétlőnek tűnhetnek a hallgató számára, bár ez egyáltalán nincs így. Michiel van der Kuy kínosan ügyelt a minőségi zeneszerzésre, minden általa felvállalt produkció a mai napig egyedi és legmagasabb szinten megkomponált szerzemény volt. Kiváló példa erre a Discovery Trip album (1989), ahol csak egyes dalok kerültek ki a keze alól (ezért nem is adta – adhatta nevét az albumhoz). Ez az album hangzás minőségében alul múlta az azt megelőzőket, amit a rajongók sokáig nem tudtak mire vélni (később kiderült hogy nem Michiel saját stúdiójában készültek, hanem idegen, kisebb és rosszabban felszerelt stúdiókban; ennek oka Michiel több párhuzamosan futó saját projektje volt a Made Up Records-nál).1991 -ben megjelent "Ambiente" album érdekessége – pár már korábban elkészült daltól eltekintve -, hogy Michiel azt Édesapja emlékére, gyakorlatilag 1 nap alatt komponálta meg. 1992-ben Erik van Vliet is igyekezett az akkori techno trendet meglovagolni, ezért Michiel v.d.Kuy készített néhány techno számot abban az évben megjelent „Technological Mind” című albumukra, ami egy dal a "Technoid" különböző verzióiból állt.1995-ben Erik van Vliet ismét megpróbált visszatérni a techno vonalhoz " The Guardian of Forever" lemezzel. Bár a lemez többi része a jól megszokott synthdance zenét tartalmazta a rajongók többségétől elég hideg fogadtatásra talált. Ez a következő öt évre szüneteltette a Laser Dance aktivitását. Másrészt a szerzői jogok tekintetében is eléggé elmérgesedett a viszony a két zenész között; Michiel elhagyta a Laser Dance-t, visszatért a saját maga által alapított Made Up Records-hoz. Erik maga vitte tovább a nevet.
2000-ben Erik van Vliet a Laser Dance név alatt új albumot jelentett meg „Strikes Back” címmel. Ez a lemez a ZYX Music Germany-nál jelent meg és a trance kategóriába volt besorolva bár a CD csak tiszta synthdance zenét tartalmaz. A számokat Julius Wijnmaalen jegyzi, aki a Proxyon második, „The Return of Tarah” albumánál debütált, még Jay Vee név alatt. A rajongók szerint ezek a dalok is jók voltak bár nem érték el a korábbi Laser Dance számok elvárt szintjét. Ez talán azért van, mert az album egész hangzása eltért a korábbiaktól, amelyet a régiektől eltérő szintetizátorok használatával magyaráztak. Valójában a mai napig sok követője van ennek a stílusnak, mivel a szintetizátorok és számítógépes stúdió technika elterjedése okán sokan úgy vélik, hogy ők is képesek hasonló zene elkészítésére, ami sajnos nem igaz. Több, párhuzamosan összehangolt ritmusvilág egy műben való előadása, a párhuzamok törésmentes elő illetve háttérbe vonása, nem egyszerűen lemásolható, reprodukálható zenei feladat; nem véletlen hogy ezen eredetiség és egyediségének köszönhetően a nagyközönség felé soha nem tudott igazán nyitni.
14 évnyi csend következett, majd egyszer csak robbant a bomba egy ZYX válogatásalbumon megjelent új Laser Dance számmal, a "Moon Machine"-al. A rajongók nem hittek a saját szemünknek, mikor ennyi év hallgatás után meglátták újból feltűnni a Laser Dance-t. A meglepetés kettős volt, hisz nemcsak maga a váratlan feltűnés hozta lázba a rajongókat, hanem az is, hogy ez a szám a jól bejáratott ritmusokat hozta vissza a hangszerelés terén. Mindehhez jó alapot szolgáltatott az a tény, hogy Michiel van der Kuy és Erik van Vliet a sokéves perlekedés után már 2008-ban kibékültek és 2015 júniusában egy holland rádióinterjúban (Radio Stad den Haag-nál) hivatalosan is bejelentették a „Force of Order” albumot, (aminek a neve sokáig kétséges volt, ugyanis a német ZYX  szerette volna Future Generation part 2 néven kiadni azt ).
Az album 2016 őszén (egyéves késéssel) végre megjelent, rögtön kétféle extra kiadást is magába foglalva. Az első Cd formátumú: 140db CD Erik és Michiel dedikálásával, sorszámozottan. A második vinyl formátum: 50db sorszámozott dupla lemez, szintén dedikálva ajándék pólóval, valamint csak ezen a formátumon kiadott megamixel. Ezen kiadást már megjelenés előtt, előértékesítésben elkapkodták a rajongók.
Még egy érdekesség. Ezidáig egyetlen élő koncert ismert Laser Dance néven, ami 1999 májusában volt Hollandiában. Ezen Michiel van der Kuy és Huib Schippers lépett fel. Laser Dance mellett, előadtak több néven kiadott szerzeményeket is (Koto, Trilithon)

## Diszkográfia

### Nagylemezek
- 1987: Future Generation
- 1988: Around The Planet
- 1989: Discovery Trip
- 1990: Changing Times
- 1991: Ambiente
- 1992: Technological Mind
- 1992: The Best Of
- 1993: Hypermagic
- 1994: Fire On Earth
- 1994: Laserdance Orchestra Vol.1
- 1994: Laserdance Orchestra Vol.2
- 1995: The 12" Mixes
- 1995: The Guardian Of Forever
- 2000: Strikes Back
- 2016: Force Of Order
- 2018: Trans Space Express
- 2024: Mission Hyperdrive

### Kislemezek, maxi-CD-k
- 1983: Lazer Dance
- 1984: Goody's Return
- 1986: Humanoid Invasion
- 1986: Humanoid Invasion (Remix)
- 1987: Battle Cry
- 1987: Powerrun
- 1987: Fear
- 1988: Megamix Vol.1
- 1988: Laser Dance ('88 Remix)
- 1988: Shotgun (Into The Night)
- 1989: Megamix Vol.2
- 1989: Cosmo Tron
- 1990: Megamix Vol.3
- 1990: The Challenge
- 1991: Megamix Vol.4
- 1992: Technoid